# Santa María de la Alameda
Santa María de la Alameda é um município da Espanha na província e comunidade autónoma de Madrid, de área 74,4 km² com população de 4775 habitantes (2007) e densidade populacional de 12,50 hab/km².

## Demografia
| Variação demográfica do município entre 1991 e 2004 | Variação demográfica do município entre 1991 e 2004 | Variação demográfica do município entre 1991 e 2004 | Variação demográfica do município entre 1991 e 2004 |
| --------------------------------------------------- | --------------------------------------------------- | --------------------------------------------------- | --------------------------------------------------- |
| 1991                                                | 1996                                                | 2001                                                | 2004                                                |
| 705                                                 | 752                                                 | 826                                                 | 929                                                 |